# Lisa P. Jackson

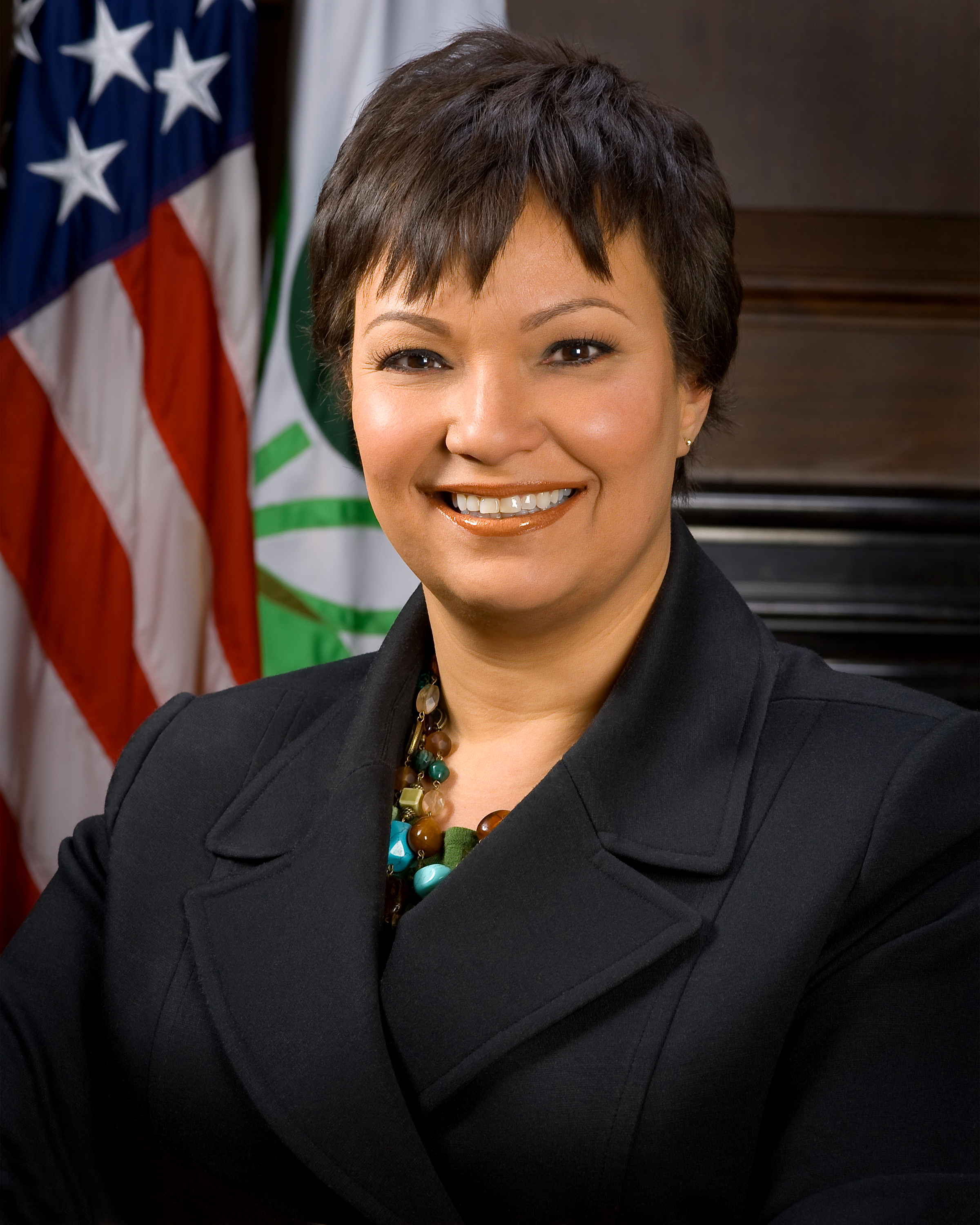
Lisa P. Jackson (2009)

Lisa Perez Jackson (* 8. Februar 1962 in Philadelphia, Pennsylvania) ist eine US-amerikanische Chemieingenieurin und Umweltpolitikerin der Demokratischen Partei. Seit 2013 leitet sie die Umweltschutzbemühungen von Apple.
Von Januar 2009 bis Februar 2013 war sie Leiterin der US-Umweltschutzbehörde Environmental Protection Agency (EPA). Zuvor arbeitete sie sechs Jahre bei der Umweltschutzbehörde des US-Bundesstaats New Jersey (New Jersey Department of Environmental Protection). Dort war sie stellvertretender Commissioner
und später Commissioner. Davor war sie 16 Jahre bei der EPA beschäftigt.

## Familienleben und Ausbildung
Lisa Jackson wurde in Philadelphia geboren und einige Wochen nach ihrer Geburt adoptiert. Sie wuchs in der Lower Ninth Ward in New Orleans, (Louisiana) auf und schloss 1979 erfolgreich als Jahrgangsbeste an der Saint Mary’s Dominican High School in New Orleans ihre Schulausbildung ab. Jackson erlangte einen Masterabschluss in Chemieingenieurwesen an der Princeton University. Sie graduierte summa cum laude an der Fakultät für Chemieingenieurwissenschaften an der Tulane University.
Ihre Adoptivmutter lebte in New Orleans, als der Hurrikan Katrina die Stadt 2005 überflutete. Jackson ist mit Kenneth Jackson verheiratet und ist Mutter zweier Kinder.

## Karriere

### Frühe Karriere
Jackson begann ihre Karriere etwa 1986 bei der Environmental Protection Agency (EPA) in der Zentrale in Washington, D.C. Sie wechselte dann in deren Regionalbüro in New York City.
Sie entwickelte und überwachte zahlreiche Projekte zur Beseitigung von Sondermüll in Central New Jersey, für deren Finanzvolumen von mehreren Millionen Dollar sie ebenfalls verantwortlich war, auch im Rahmen des Superfundprogramms. Später arbeitete sie zunächst als stellvertretende Direktorin, dann als Direktorin der regionalen Verwaltungsvollstreckungsbehörde. Nach 16 Jahren bei der EPA wechselte Jackson im März 2002 zur Umweltschutzbehörde von New Jersey (DEP), wo sie stellvertretender Commissioner für die Überwachung und Durchsetzung gesetzlicher Umweltschutzvorschriften war. 2005 war sie stellvertretender Commissioner für die Bereiche Flächennutzung und Raumplanung.
Jackson leitete zahlreiche Programme, unter anderem in den Bereichen Flächennutzung, Wasserversorgung, Bodenanalyse, Untersuchung und Überwachung des Trinkwassers und des Grundwassers. Schwerpunkt ihrer Tätigkeit war die Entwicklung eines Systems von Anreizen für Wachstum an den richtigen Stellen. Unter ihrer Führung entwickelte das State Department of Environmental Protection regulatorische Standards für die Umsetzung des Highlands Water Protection and Planning Act.

### New Jerseys Kommissarin für Umweltschutz
Jon Corzine, Gouverneur von New Jersey, nominierte sie als Umweltkommissarin. In dieser Position führte Jackson einen Mitarbeiterstab von 2990 Staatsbediensteten, die für den Schutz und Erhalt und die Verbesserung des Wassers, der Luft und der Umwelt in New Jersey, sowie für den Erhalt der natürlichen Ressourcen des Staates zuständig waren.
Zusätzlich zu ihrer Aufgabe der Durchführung und Überwachung staatlicher Umweltprogramme, war Jackson auch für die Verwaltung der öffentlichen Parkanlagen und Strände, sowie für Programme zur Fischzucht, Programme zum Schutz des Wildtierbestandes und für den Denkmalschutz zuständig. Im Juli 2006 musste sie als Commissioner alle öffentlichen Parks und Strandbäder im Zuge der öffentlichen Einsparung und dem Einfrieren von Fördermitteln schließen.
Als Leiterin der Behörde, die für die Einhaltung und Durchsetzung der Umweltschutzvorschriften zuständig war, setzte sie in Camden und Paterson Umweltschutzmaßnahmen mit unmittelbarem Zwang durch, in zwei Kommunen, in denen die Auswirkungen der Umweltverschmutzung auf die Gesundheit schon lange vernachlässigt worden waren. Sie rief eine Umweltinitiative ins Leben, nachdem weitreichende Anstrengungen unternommen worden waren, die Regionalverwaltung und ortsansässige Unternehmen mit in das Programm einzubeziehen. In Zusammenarbeit mit Kreisverwaltung, der New Jersey State Police und der Federal Environmental Protection Agency mobilisierte das New Jersey Department of Environmental Protection mehr als 70 Inspekteure, um mehr als 1000 Untersuchungen auf Einhaltung von Umweltschutzvorschriften in den zwei Städten durchzuführen, den ersten einer Reihe von weiteren Maßnahmen zur Durchsetzung der gesetzlichen Vorschriften.
Das Umweltmagazin Grist interviewte mehrere Umweltaktivisten in New Jersey und berichtete, dass die Meinung über Jackson geteilt ist: „Der Riss scheint zwischen denen zu sein, die in der Hauptstadt des Bundesstaates in den Bereichen Energie und Klima arbeiten (die Jackson unterstützen) und denjenigen, die vor Ort für die Beseitigung von Giftmüll zuständig sind (welche ihr kritisch gegenüber stehen).“

### Stabschefin des Gouverneurs von New Jersey
Am 24. Oktober 2008 verkündete Corzine, dass Jackson das Amt seines Stabschefs zum 1. Dezember 2008 übernehmen wird, als Nachfolgerin von Bradley Abelow. Als Stabschefin wäre Jackson Corzines wichtigste Beraterin und Leiterin des wichtigsten politischen Verbindungsbüros zur Legislative des Staates New Jersey gewesen. Allerdings wurde sie von Barack Obama nur wenige Tage nach ihrer Ernennung gebeten, Leiterin der EPA zu werden. Sie trat am 15. Dezember 2008 zurück.

### Leiterin der Environmental Protection Agency
Am 15. Dezember 2008 schlug der gewählte Präsident Barack Obama offiziell Jacksons Nominierung zur Administratorin der Environmental Protection Agency vor. Sie wurde einstimmig vom US-Senat am 23. Januar 2009 bestätigt. Jackson ist die erste Afroamerikanerin, die Leiterin der EPA wurde, die vierte Frau und zweite Person aus New Jersey in diesem Amt.
Am 27. Dezember 2012 gab Lisa Perez Jackson ihren Rücktritt als Leiterin der Umweltschutzbehörde bekannt. Sie wechselte im Frühjahr 2013 zu Apple und leitet dort die Umweltschutzbemühungen des Konzerns.
2021 wurde Jackson in die American Academy of Arts and Sciences gewählt, 2023 in die National Academy of Engineering.